# Leopold Ziegler
Leopold Ziegler (ur. 30 kwietnia 1881 w Karlsruhe, zm. 25 listopada 1958 w Überlingen) – niemiecki filozof i pisarz, jeden z najpopularniejszych niemieckich filozofów pierwszej połowy XX w., laureat nagród Nietzschego i Goethego.

## Biografia
Leopold Ziegler urodził się 30 kwietnia 1881 r. w Karlsruhe, jako syn Leopolda Zieglera (1849–1893) i Magdaleny z domu Weiß (1857–1936). W 1900 r. uzyskał świadectwo maturalne i rozpoczął studia filozoficzne na Karlsruher Institut für Technologie, gdzie jednym z jego profesorów był Arthur Drews. W 1902 r. przeniósł się na Uniwersytet Ruprechta i Karola w Heidelbergu. W tym samym roku opublikował swoją pierwszą pracę filozoficzną Metafizyka tragizmu. Studium filozoficzne. 
W 1905 r. uzyskał doktorat na Uniwersytecie Friedricha Schillera w Jenie u Rudolfa Euckena i Ernsta Haeckela. 
W 1907 r. zachorował na schorzenie stawu biodrowego. W 1908 r. poślubił Johannę Keim. W 1910 r. para przeprowadziła się z Karlsruhe do Ettlingen, gdzie mieszkali do 1918 r., a następnie zamieszkali w Doberatsweiler niedaleko Achberg nad Jeziorem Bodeńskim. W 1925 r. małżonkowie przeprowadzili się do domu w Überlingen, w którym Ziegler mieszkał i pracował do swojej śmierci w 1958 r.
Od 1949 r. był członkiem Niemieckiej Akademii Języka i Literatury. W 1951 r. otrzymał tytuł doktora honoris causa teologii na Philipps-Universität Marburg oraz tytuł profesora na Uniwersytecie Albrechta i Ludwika we Fryburgu. Zmarł 25 listopada 1958 r.

## Twórczość
Leopold Ziegler był jednym z najpopularniejszych niemieckich filozofów pierwszej połowy XX w. W 1920 r. otrzymał Nagrodę Nietzschego. W 1929 r. otrzymał Nagrodę Goethego, trzecią po Stefanie Georgem i Albercie Schweitzerze, rok przed Zygmuntem Freudem. Był prawdopodobnie jedynym filozofem, któremu pozwolono przemawiać przed niemieckim Reichstagiem (1932). Twórczość Zieglera, zawarta została w ponad 20 książkach. Jedną z koncepcji filozofa było przekonanie, że wszystkie religie są „prawdziwe” i pochodzą z pierwotnego objawienia, które musimy ponownie odnaleźć po epoce sprawiedliwości wspólnot wyznaniowych. Ziegler umieścił, w centrum swojego myślenia, greckie słowo aletheia, oznaczające prawdę. Oprócz zagadnień filozoficznych, teologicznych i estetycznych zajmował się także problemami ekonomicznymi, edukacyjnymi i politycznymi, oraz ideami organizacyjnymi. Filozofię postrzegał nie jako „mądrość świata”, ale jako „zakorzenienie świata”.

## Fundacja
Fundacja Leopolda Zieglera została założona w 1960 r., w jego rezydencji w Überlingen, zgodnie z testamentem filozofa. Celem jej jest opieka nad dziełem i pamiątkami fundatora, administrowanie majątkiem oraz dbałość o naukową opiekę i nowe wydania utworów. W 1972 r. archiwum i biblioteka Zieglera zostały przeniesione do Badische Landesbibliothek.

## Nagrody i wyróżnienia
- 1920 Nagroda Nietzschego[2][9]
- 1929 Nagroda Goethego[2][9]
- 1951 Doktor honoris causa teologii na Uniwersytecie w Marburgu[2]
- 1951 Tytuł profesora na Uniwersytecie we Fryburgu[2]
- 1954 Nagroda Klopstock-Stiftung z Hamburga[2][10]
- 1956 Order Zasługi Republiki Federalnej Niemiec[2]
- 1956 Nagroda Literacka Jeziora Bodeńskiego przyznana przez miasto Überlingen[2]
- 1956 Nagroda Kulturkreis der deutschen Wirtschaft[2]

## Wybrane dzieła
- Metaphysik des Tragischen. Eine philosophische Studie, 1902
- Das Wesen der Kultur, 1903
- Der abendländische Rationalismus und der Eros, 1905
- Das Grundproblem des nachkantischen Rationalismus: mit besonderer Berücksichtigung Hegels, 1905
- Das Weltbild Hartmanns. Eine Beurteilung, 1910
- Florentinische Introduktion. Zu einer Philosophie der Architektur und der bildenden Künste, 1912
- Der deutsche Mensch, 1915
- Volk, Staat und Persönlichkeit, 1917
- Gestaltwandel der Götter, 1920
- Der ewige Buddho. Ein Tempelschriftwerk in vier Unterweisungen, 1922
- Das Heilige Reich der Deutschen, 1925
- Zwischen Mensch und Wirtschaft, 1927
- Magna Charta einer Schule, 1928
- Der europäische Geist, 1929
- Überlieferung, 1936
- Apollons letzte Epiphanie, 1937
- Menschwerdung, 1948
- Von Platons Staatheit zum christlichen Staat, 1948
- Goethe in unserer Not, 1949
- Die neue Wissenschaft. Universitas aeterna, 1951
- Spätlese eigener Hand, 1953
- Edgar Julius Jung. Denkmal und Vermächtnis, 1955
- Das Lehrgespräch vom Allgemeinen Menschen, 1956
- Briefwechsel Reinhold Schneider – Leopold Ziegler, 1960
- Dreiflügelbild, 1961
- Leopold Ziegler. Briefe 1901–1958, 1963
- Hansgeorg Schmidt-Bergmann: Georg von Lukács’ Heidelberger Ästhetik. Auf dem Weg zur „Theorie des Romans”, Leopold Ziegler i Georg von Lukács, 2010

## Biografia
- Dietmar Kamper: Die Anthropologie Leopold Zieglers. Diss. phil. Universität München, 1964, DNB 482402407
- Martha Schneider-Fassbaender: Leopold Ziegler. Leben und Werk. Neske, Pfullingen 1978, ISBN 3-7885-0099-9
- Paulus Wall (Hrsg.): Leopold Ziegler. Weltzerfall und Menschwerdung. Königshausen & Neumann, Würzburg 2001, ISBN 3-8260-2119-3
- Timo Kölling: Leopold Ziegler. Eine Schlüsselfigur im Umkreis des Denkens von Ernst Jünger und Friedrich Georg Jünger. Königshausen & Neumann, Würzburg 2009, ISBN 978-3-8260-3935-5
- Timo Kölling: Leopold Ziegler, Philosoph der letzten Dinge. Eine Werkgeschichte 1901–1958. Königshausen & Neumann, Würzburg 2017, ISBN 978-3-8260-6111-0
- Ernst Benz, Sofie Latour, Hans Mislin, Erwin Stein: Leopold Ziegler. Denker des erinnernden Urwissens – Deuter des Weltsinnes – Wegweiser in die Zukunft. Freiburg: Aurum Verlag, 1981. ISBN 978-3591081627.